# Батюк, Николай Филиппович
Николай Филиппович Батюк (19 декабря 1905 — 27 июля 1943) — советский военачальник, во время Великой Отечественной войны командир стрелковой дивизии, под его командованием отличившейся при обороне Сталинграда. Гвардии генерал-майор (1943).

## Биография
Николай Филиппович Батюк родился 19 декабря 1905 года в городе Ахтырка ныне Сумской области Украины. Украинец. По окончании школы работал каменщиком на Тростянецком сахарном заводе, затем — в Харьковском коммунстрое.
В октябре 1927 года призван в Красную Армию. С 1930 года член ВКП(б). Службу проходил в 23-й стрелковой дивизии. За 14 лет службы прошёл путь от красноармейца до командира полка. В 1938 году окончил высшие офицерские курсы «Выстрел». В сентябре 1939 года участвовал в освободительном походе РККА в Западную Украину.
В 1940 году заочно окончил Военную академию РККА имени М. В. Фрунзе.
Начало Великой Отечественной войны встретил под Каунасом в должности командира 89-го стрелкового полка 23-й стрелковой дивизии. Воевал на Северо-Западном фронте, в ходе Прибалтийской стратегической оборонительной операции вывел полк из-под угрозы окружения. В бою 15 сентября 1941 года был легко ранен под Демянском. В декабре того же года направлен в Томск (Сибирский военный округ) для формирования 284-й стрелковой дивизии и вскоре назначен её командиром.
В начале июля 1942 года дивизия прибыла в состав войск Брянского фронта и в ходе Воронежско-Ворошиловградской оборонительной операции в районе станции Касторная под Воронежем получила боевое крещение. В течение 5 суток дивизия вела упорные бои, задерживая продвижение немецких войск.
Во второй половине сентября 1942 года дивизия под командованием Н. Ф. Батюка прибыла на Сталинградский фронт и была включена в состав обороняющейся в городе 62-й армии. По приказу командующего армией дивизия 22 сентября заняла оборону в районе Мамаева кургана, при этом подполковник Батюк заблаговременно принял меры для изучения и внедрения в подчинённых войсках новых тактических приёмов ведения боя в городских условиях. На месте командир дивизии умело организовал оборону и систему огня дивизии, что позволило ей долгое время удерживать занимаемые позиции. Много времени проводил на переднем крае, изучая обстановку и управляя боем. Среди солдат получил прозвище «огнеупорный».
Большое внимание уделял развитию снайперского движения. Именно в его дивизии родилась боевая слава Героев Советского Союза В. Г. Зайцева и В. И. Медведева.
Начальник штаба 62-й армии Н. И. Крылов писал о Николае Филипповиче: 

… комдив он был талантливый, смелый в решениях и действиях. Батюк принадлежал к командирам, особенно глубоко понимавшим специфику городского боя, его природу. Комдив-боец, он в критические дни, случалось, сам водил солдат в контратаку… 
За два месяца оборонительных боёв дивизия нанесла противнику большие потери в живой силе и технике и при этом сохранила свою боеспособность.
В наградном листе отмечено: 

Под руководством командира дивизии полковника Батюка Н. Ф., 284 сд с сентября 1942 г. с исключительным упорством отражала многочисленные атаки превосходящих сил пехоты противника, его танков, многочисленной авиации и не допускала его прорыва от выс. 102, 0 к р. Волга. 
В январе 1943 года части дивизии перешли от обороны к наступлению и вскоре очистили от окружённых немецких войск часть города, пленив при этом около 3000 солдат и офицеров и трёх генералов.
По завершении Сталинградской битвы 284-я стрелковая дивизия была награждена орденом Красного Знамени и преобразована в 79-ю гвардейскую стрелковую дивизию. Н. Ф. Батюк был награждён двумя орденами, а также 1 марта 1943 года ему было присвоено воинское звание «генерал-майор».
В дальнейшем до середины июля 1943 года дивизия занимала оборону по правому берегу р. Северский Донец и с началом Изюм-Барвенковской наступательной операции перешла в наступление. В последний день операции 27 июля 1943 года Николай Филиппович Батюк внезапно умер от разрыва сердца.
Похоронен в городе Святогорске (тогда — город Банное) на горе Артёма, рядом похоронены и Герои Советского Союза Илья Захарович Шуклин и Александр Кириллович Сечкин. Там же находится братская могила советских бойцов, погибших в боях за освобождение Славяногорска и Славянского района.
«Мы похоронили его у памятника Артему, на берегу Северного Донца, потом перенесли его останки в Сталинград, на Мамаев-курган, ибо он был душой сражения за Мамаев курган, за город на Волге».
Командующий 62-й армией В. И. Чуйков вспоминал:

В этом командире особенно хорошо сочетались три неоценимых качества: командирская настойчивость, храбрость и партийность. Он умел быть строгим и справедливым, его боялись и любили; он часто был на виду у своих воинов. У него были больные ноги, порой он еле передвигался, но он не отсиживался в землянке … Он не стеснялся сказать любому начальнику и подчинённому правду в глаза, даже если она была и горька. Его доклады не требовали уточнений и проверки, они всегда были правдивы. 

## Награды
- Орден Красного Знамени (8.02.1943)
- Орден Кутузова 2-й степени (31.03.1943)[11]
- Медаль «За оборону Сталинграда»[12]
- именные золотые часы от командующего военным округом (1.11.1936)

## Память
Постановлением Исполкома Горсовета № 20/508 от 25.08.1954 именем Н. Ф. Батюка названа улица в Волгограде. Также его имя носят улицы в Славянске, Святогорске, Ахтырке и Горловке.